# Simeó Logoteta
Simeó Logoteta, en llatí Symeon o Simeon Logotheta, en grec Συμεών o Συμεάνης fou un escriptor i gramàtic de l'Imperi Romà d'Orient esmentat a la Bibliotheca Juris Canonici a Ἐπιτομἠ κανόνων, Epitome Canonum s. Synopsis Canonica on se l'anomena Simeó Mestre i Logoteta. Per distingir-lo de Simeó Metafrastes, que també portava els títols de «mestre i logoteta», se l'anomena de vegades el Jove (Iunior). Segons William Cave hauria viscut a la segona meitat del segle xii, però l'obra es creu que és més antiga i potser només fou un compilador de l'epítom. Alguns erudits, com ara Johann Albert Fabricius, suposen que en realitat l'autor de l'Epitome Canonum s. Synopsis Canonica fou Simeó Metafrastes, i que Simeó Logoteta Iunior seria en realitat una persona imaginària. En aquest cas, altres obres que se li atribueixen, serien d'algun altre Simeó.